# インダルフ (スコットランド王)
インダルフ（英語：Indulf、927年 - 962年）は初期のスコットランド王（在位：954年 - 962年）の一人として数えられるが、生前は「アルバ王（Rí Alban）」を称した。コンスタンティン2世の長男で、マルカム1世の又従弟。本名はイルドゥルブ・マク・カウサンティン（ゲール語：Ildulb mac Causantín）。

## 人物
インダルフの母親についてはよくわかっていないが、イングランドを追放されてスコットランドに亡命してきたバーニシアの伯・エドウルフの娘だとされる。
インダルフは927年に洗礼を受けたと考えられている。アングロ＝サクソン年代記によると、聖イルドゥルフの祝日にあたる927年7月12日にイーモントでコンスタンティン2世を含む北方諸王と会見したイングランド王アゼルスタンが近くのデイカー教会でインダルフの名付け親を務めたという。
954年にマルカム1世が暗殺されたことを受け、アルバ王位に就いた。
その治世において、アルバ王国はスコットランドに侵入してきたノース人や南方のアングル人と争った。
アルバ王年代記によると、アングル人のロージアン王国を破り、エディンバラをアルバ王国に併合したという。
962年、インダルフ率いるアルバ王国はカレン近郊で行われたボーズの戦いでノース人に対して決定的な勝利を収め、ノース人勢力を完全にスコットランドから追い出すことに成功したが、インダルフ自身は戦地で戦死、またはセント・アンドルーズの修道院で戦闘中の負傷がもとで亡くなった。
王位は先王マルカム1世の長男であるダフが継承したが、インダルフの長男カリンは彼に反発。数年の争いの末、カリンはダフを倒し、王位に就いたが、在位4年で弟のヨーカとともに殺され、ダフの弟がケネス2世として即位。インダルフの次男アムライフも王位継承を主張したが、ケネスとの争いに敗れ、殺された。